# Noah Fadiga
Noah Fadiga, né le 3 décembre 1999 à Bruges en Belgique, est un footballeur sénégalais qui joue au poste de défenseur à l'Aris Salonique.

## Biographie

### En club

#### Débuts professionnels
Né le 3 décembre 1999 à Bruges, dans la province de Flandre-Occidentale, en Belgique, Noah Fadiga commence le football à l'âge de six ans à La Gantoise avant de rejoindre à ses dix ans le RSC Anderlecht. Il rejoint en 2015 son club de cœur, le Club Bruges KV, où il poursuit sa formation. Il occupe alors le poste de milieu offensif. Le 18 mai 2017, il signe son premier contrat professionnel avec les Blauw en Zwart, à l'âge de 17 ans. En novembre 2018, il est convoqué pour la première fois en équipe première mais il ne joue aucun match.
Il commence toutefois sa carrière professionnelle aux Pays-Bas, au FC Volendam, où il est prêté durant la saison 2019-2020.

#### Heracles Almelo
Le 19 juillet 2020, Noah Fadiga s'engage en faveur d'Heracles Almelo en paraphant un contrat de trois ans. Il découvre alors l'Eredivisie, l'élite du football néerlandais, jouant son premier match sous ses nouvelles couleurs dans cette compétition, le 17 octobre 2020 face au RKC Waalwijk. Il est titularisé ce jour-là et son équipe s'incline par un but à zéro.

#### Stade brestois
Le 1er juillet 2022, Noah Fadiga s'engage en faveur du Stade brestois en paraphant un contrat de quatre ans.
Le 10 juillet 2023, il annonce sur ses réseaux sociaux souffrir d’une irrégularité du rythme cardiaque,. En raison d’une « politique de "zéro tolérance" », la commission médicale de la Fédération française de football (FFF) révoque sa licence de football française, ce qui met fin à son aventure brestoise.

#### La Gantoise
Le 8 août 2023, Noah Fadiga s'engage en faveur de La Gantoise en paraphant un contrat de trois ans,,,.
Fadiga joue son premier match pour La Gantoise le 13 août 2023, lors d'un match de championnat face au KVC Westerlo. Il entre en jeu à la place de Matisse Samoise et son équipe l'emporte par trois buts à un.
Lors de la rencontre face au Standard de Liège du 10 novembre 2024, Noah Fadiga est victime d'un malaise qui le contraint à quitter le jeu. Le malaise en question, provoqué par une arythmie cardiaque, une anomalie dont son père, l'ancien footballeur Khalilou Fadiga, est également atteint, contraint le joueur à recourir à la chirurgie afin de se faire implanter un défibrillateur cardiaque, ce qui le tient éloigné des terrains pendant plusieurs semaines.

#### Aris Salonique
À l'occasion du mercato estival, fin juin 2025, Noah Fadiga quitte La Gantoise et s'engage auprès de l'Aris Salonique.

### En sélections nationales
Le 16 septembre 2022, Noah Fadiga est appelé pour la première fois en équipe nationale de Sénégal, pour disputer des matchs amicaux contre la Bolivie et l'Iran. Mais en raison d'une blessure avec le Stade brestois, il ne peut finalement pas honorer ses premières sélections. Le 17 mars 2023, il est rappelé par le sélectionneur Aliou Cissé où il est apparu sur le banc à deux reprises contre le Mozambique pour jouer la qualification à la CAN 2023 mais sans entrer en jeu.

## Statistiques

### En club
| Saison                | Club                  | Championnat           | Championnat | Championnat | Championnat | Coupe(s) nationale(s) | Coupe(s) nationale(s) | Coupe(s) nationale(s) | Compétition(s) continentale(s) | Compétition(s) continentale(s) | Compétition(s) continentale(s) | Compétition(s) continentale(s) | Autres compétitions | Autres compétitions | Autres compétitions | Autres compétitions | Total | Total | Total |
| Saison                | Club                  | Division              | M.          | B.          | P.d.        | M.                    | B.                    | P.d.                  | Comp.                          | M.                             | B.                             | P.d.                           | Comp.               | M.                  | B.                  | P.d.                | M.    | B.    | P.d.  |
| 2019-2020             | FC Volendam (prêt)    | Eerste Divisie        | 24          | 1           | 1           | 1                     | 0                     | 0                     | -                              | -                              | -                              | -                              | -                   | -                   | -                   | -                   | 25    | 1     | 1     |
| 2020-2021             | Heracles Almelo       | Eredivisie            | 15          | 0           | 2           | 1                     | 0                     | 0                     | -                              | -                              | -                              | -                              | -                   | -                   | -                   | -                   | 16    | 0     | 2     |
| 2021-2022             | Heracles Almelo       | Eredivisie            | 33          | 1           | 0           | 1                     | 0                     | 0                     | -                              | -                              | -                              | -                              | PO                  | 2                   | 0                   | 0                   | 36    | 1     | 0     |
| Sous-total            | Sous-total            | Sous-total            | 48          | 1           | 2           | 2                     | 0                     | 0                     | -                              | -                              | -                              | -                              | -                   | 2                   | 0                   | 0                   | 52    | 1     | 2     |
| 2022-2023             | Stade brestois 29     | Ligue 1               | 21          | 1           | 0           | 1                     | 0                     | 0                     | -                              | -                              | -                              | -                              | -                   | -                   | -                   | -                   | 22    | 1     | 0     |
| 2023-2024             | KAA La Gantoise       | Division 1A           | 15          | 0           | 1           | 2                     | 0                     | 0                     | C4                             | 8                              | 0                              | 3                              | PO2+BE              | 2+0                 | 0+0                 | 0+0                 | 27    | 0     | 4     |
| 2024-2025             | KAA La Gantoise       | Division 1A           | 15          | 4           | 0           | -                     | -                     | -                     | C4                             | 9                              | 1                              | 0                              | PO1                 | 5                   | 1                   | 0                   | 29    | 6     | 0     |
| Sous-total            | Sous-total            | Sous-total            | 30          | 4           | 1           | 2                     | 0                     | 0                     | -                              | 17                             | 1                              | 3                              | -                   | 7                   | 1                   | 0                   | 56    | 6     | 4     |
| 2024-2025             | Jong KAA Gent         | Nationale 1           | 2           | 0           | 0           | -                     | -                     | -                     | -                              | -                              | -                              | -                              | -                   | -                   | -                   | -                   | 2     | 0     | 0     |
| 2025-2026             | Aris Salonique        | Super League          | -           | -           | -           | -                     | -                     | -                     | C4                             | 2                              | 0                              | 0                              | -                   | -                   | -                   | -                   | 2     | 0     | 0     |
| Total sur la carrière | Total sur la carrière | Total sur la carrière | 125         | 7           | 4           | 6                     | 0                     | 0                     | -                              | 19                             | 1                              | 3                              | -                   | 9                   | 1                   | 0                   | 159   | 9     | 7     |

## Vie privée
Noah Fadiga est le fils de l'ancien international sénégalais Khalilou Fadiga.